# Swallen's
Swallen's was een Amerikaanse warenhuisketen gevestigd in Cincinnati, Ohio. 

## Geschiedenis
In 1948 opende Wilbur "Pat" Swallen een discountwinkel in de kelder en garage van het huis van zijn familie aan Red Bank Road, waar hij artikelen verkocht aan veteranen die terugkeerden van de Tweede Wereldoorlog.
In 1953 was het bedrijf dusdanig gegroeid dat Swallen zijn eerste winkel bouwde in het nabijgelegen Fairfax. In de loop der jaren zou de keten groeien tot acht locaties in de Tri-State en een gerapporteerde jaarlijkse omzet van $ 131 miljoen in 1993.
Naast het enorme assortiment dat werd aangeboden, stond Swallen's vooral bekend om de kennis van zijn werknemers en de kwaliteit van zijn producten. De winkels hadden een sobere, no-nonsense-uitstraling met betonnen vloeren, zichtbare leidingen en geen interieurontwerp.
Halverwege de jaren 1990 kreeg de keten te maken met financiële problemen, waarna de afdelingen één voor één sloten en de hoeveelheid producten, ooit een kenmerk van de keten, steeds kleiner werd.
Het bedrijf vroeg eind 1995 faillissement aan en sloot alle vestigingen tegen het einde van het jaar. Rechtszaken en wrok volgden, aangezien sommige voormalige werknemers worstelden met financiële verliezen door obligaties die door het bedrijf waren uitgegeven.